# Lonicera serreana
Lonicera serreana är en kaprifolväxtart som beskrevs av Hand.-mazz. Lonicera serreana ingår i släktet tryar, och familjen kaprifolväxter. Inga underarter finns listade i Catalogue of Life.